# 探題
探題（たんだい）とは、仏教上の職名ないし僧階また中世の幕府の役職名。

## 仏教における探題

### 法会
探題は僧階昇進のための課試を行う法会の一種である維摩会の主催者。興福寺の竪義論義では竪者、問者、探題が出仕し、探題が題者として竪者に出題し、竪者と問者との問答の判定を行う役を言った。

### 天台宗
探題は天台宗における最高法階の名になっている。探題には天台座主を含む。

## 幕府における探題
鎌倉幕府や室町幕府において、政務について裁決を行う重要な職をいう。もともと仏教用語で使われていたものを、裁判権など重要な判定を行う職に転用したものか。
鎌倉時代代末期に著された『沙汰未練書』には、「探題者、関東両所、京都ニハ六波羅殿ヲ云也」との記述があり、これにより、鎌倉幕府における探題は、幕府の両所たる執権と連署、そして六波羅探題の北方と南方を基本的に指すことがわかる。そして西国に置かれた広範囲な裁判権、軍事指揮権を持つ職にも探題の名が与えられた。室町幕府では鎌倉の執権に相当する執事、管領が置かれたがこれらは探題とは呼ばず、奥羽や西国において広範な執行権を持つ職に対して用いられた。

### 鎌倉幕府
- 執権
- 連署
- 六波羅探題
- 長門探題
- 鎮西探題

### 室町幕府
- 奥州探題
- 羽州探題
- 中国探題（西国探題）
- 九州探題